# 欢胜乡
欢胜乡，是中华人民共和国黑龙江省绥化市庆安县下辖的一个乡镇级行政单位。

## 行政区划
欢胜乡下辖以下地区：
永利村、永久村、永华村、永进村和永升村。